# 陈述性知识
陈述性知识（描述性知识、命题性的知识、Descriptive knowledge、Declarative knowledge）是關於“是什么”（What）的知识，能够直接陈述。
例如苹果是一种水果。陈述性知识常常也被称为言语信息。它是一种表示在陈述句或指示性命题的知识。

## 类型
- 名称或标记。例如外语单词。
- 事实。
- 有组织论述。

## 心理过程
陈述性知识要求的心理过程主要是记忆。陈述性知识的获得是指新知识进入原有的命题网络，与原有知识形成联系。

## 价值
- 生活
- 学习过程性知识的基础